# Torgglhaus

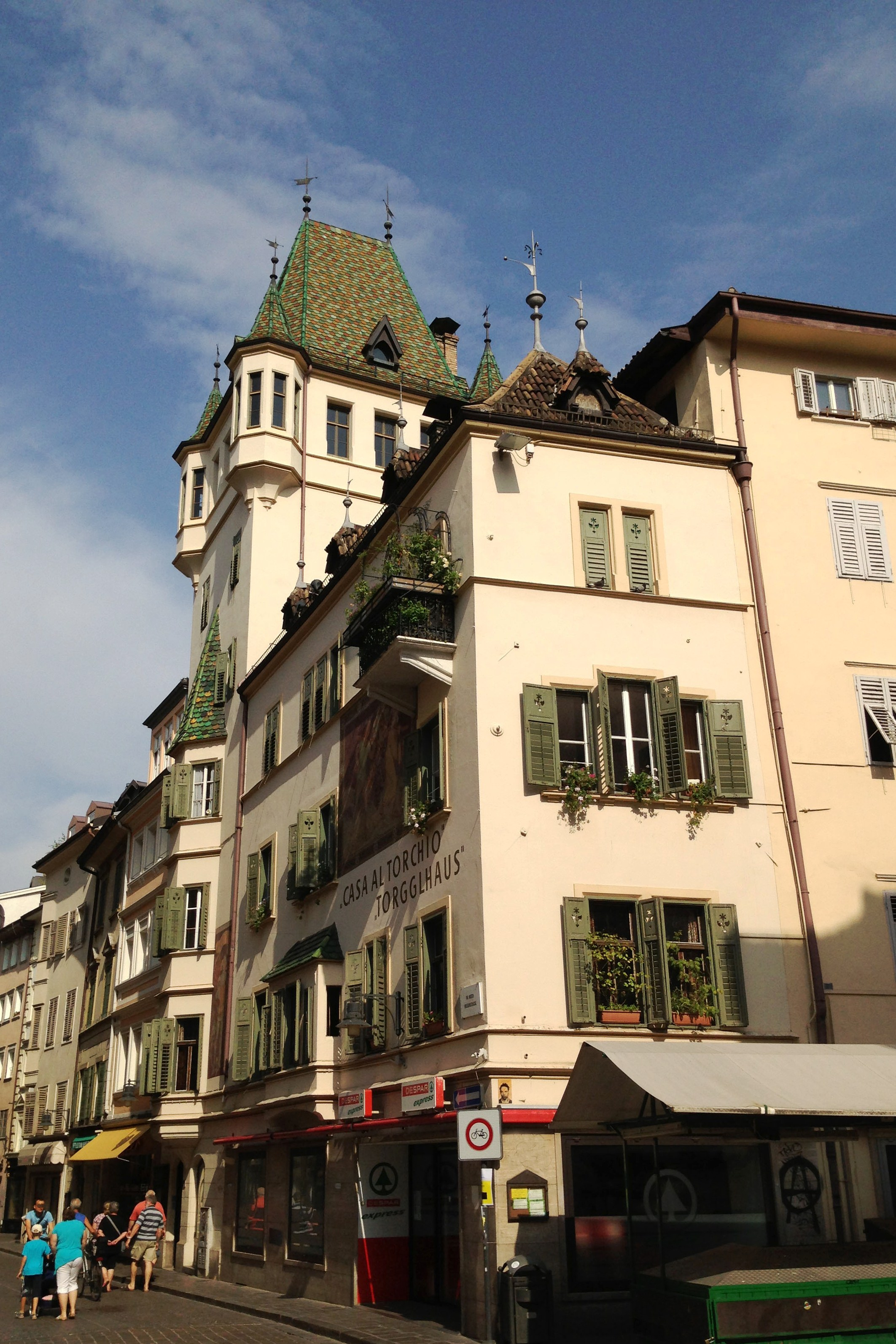
Das Torgglhaus

Das Torgglhaus ist ein denkmalgeschütztes Haus in Bozen, das 1913 nach Entwürfen des Bozner Architekten Albert Netzer im neugotischen Stil umgebaut wurde. Es befindet sich am zentral gelegenen Obstmarkt an der Ecke zur Museumstraße und weist einen markanten, hohen Turm auf.
Der Name „Torgglhaus“ kam um 1895 auf, als das Gebäude an der Stelle eines mittelalterlichen Hauses neu errichtet wurde. Bauherr war der Bozner Handelsmann Alois Tschurtschenthaler. Der Plan für den ersten Neubau stammt vom namhaften Bozner Architekten Otto von Mayrhauser. Das Haus sollte drei Stockwerke hoch sein und darüber noch einen zwei Stockwerke hohen Turm mit schlankem Spitzdach aufweisen, mit schön glasierten Ziegeln gedeckt; letzterer ist eine Nachbildung des spätgotischen Turms der Deutschordenskommende Weggenstein. Zu ebener Erde war ein großes Geschäft vorgesehen, in dem alle Produkte Tschurtschenthalers („conservierte Früchte“) ausgestellt und zum Verkauf angeboten werden konnten. Im ersten Stock sollte ein vornehmes Restaurant entstehen, der zweite und dritte Stock nahmen Fremdenzimmer auf, der Turm diente als Aussichtsturm für die Gäste und als städtische Zierde. Am 24. November 1895 wurde das Torgglhaus festlich eröffnet. 1896 (nur dieses eine Mal) fand hier die erste Bozner Weinkost stattfand. Bereits 1907 entstand zu ebener Erde anstelle der Geschäftsräume ein Kaffeehaus. Später trat an dessen Stelle das Delikatessengeschäft Julius Meinl, heute befindet sich hier ein Supermarkt. 
Die definitive Baugestalt wurde 1913 durch einen erneuten Um- und Ausbau nach dem Netzer'schen Entwurf erreicht.
Tschurtschenthaler ließ das Haus 1895 von Ignaz Stolz (dem Älteren) aus Bozen ausmalen. An der Außenseite zur Museumstraße befinden sich zwei Wandgemälde: Eines zeigt einen deutschen Ritter, das zweite stellt die biblischen Kundschafter Josua und Kaleb dar, wie sie mit einer riesigen Traube heimkommen.

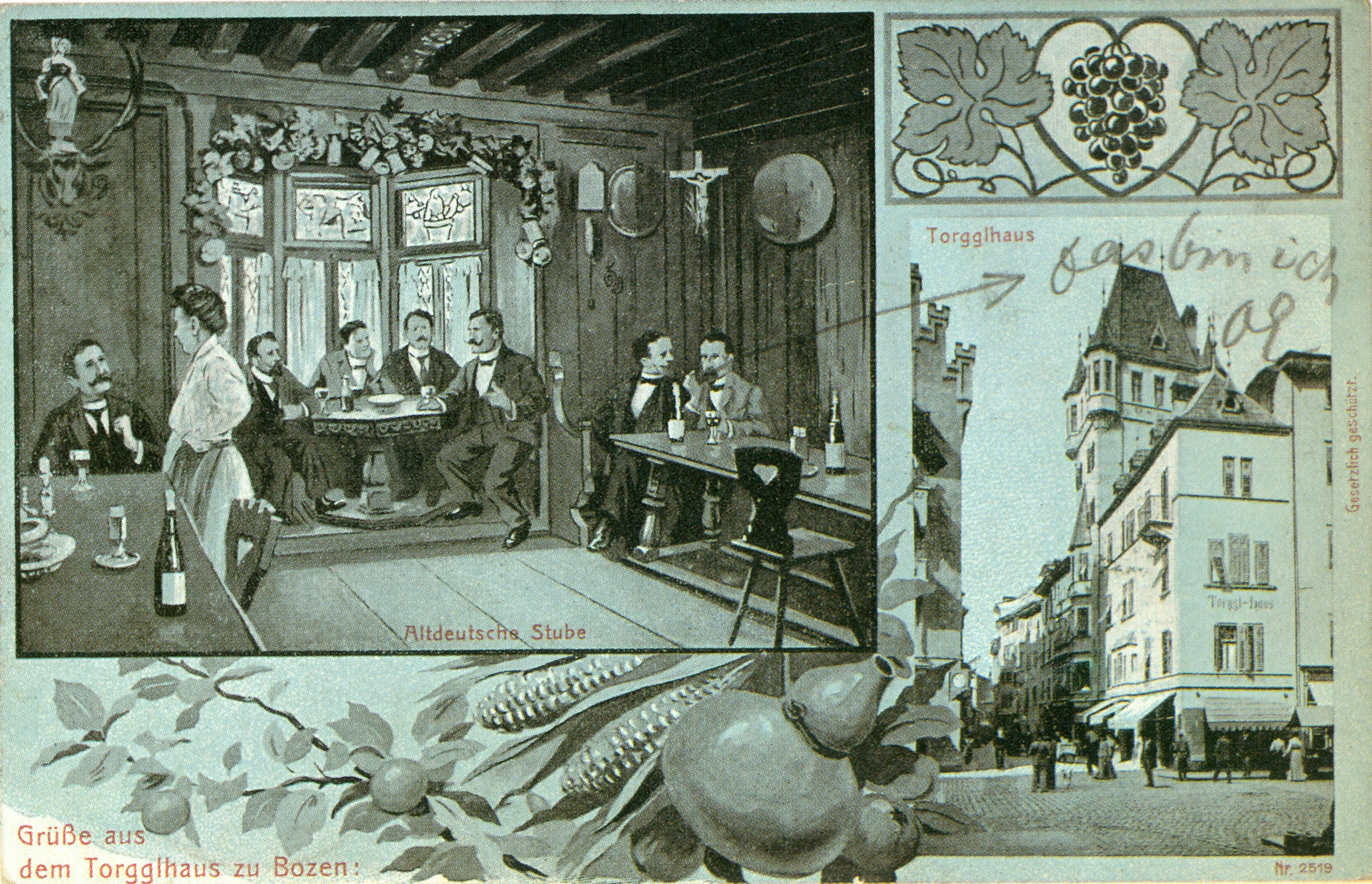
Altdeutsche Stube im Torgglhaus, Ansichtskarte um 1900
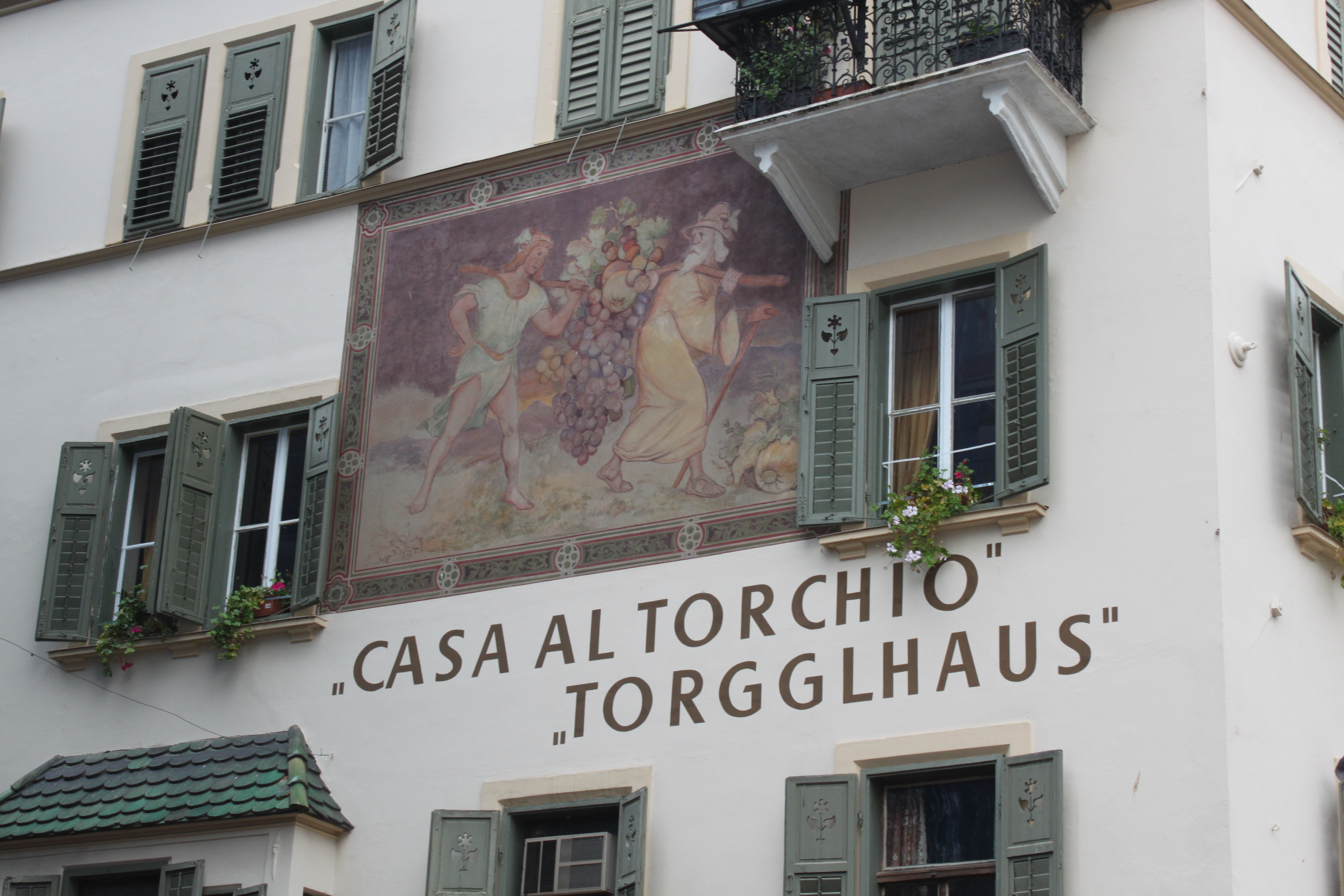
Malerei am Torgglhaus: Josua und Kaleb mit der überdimensionalen Traube
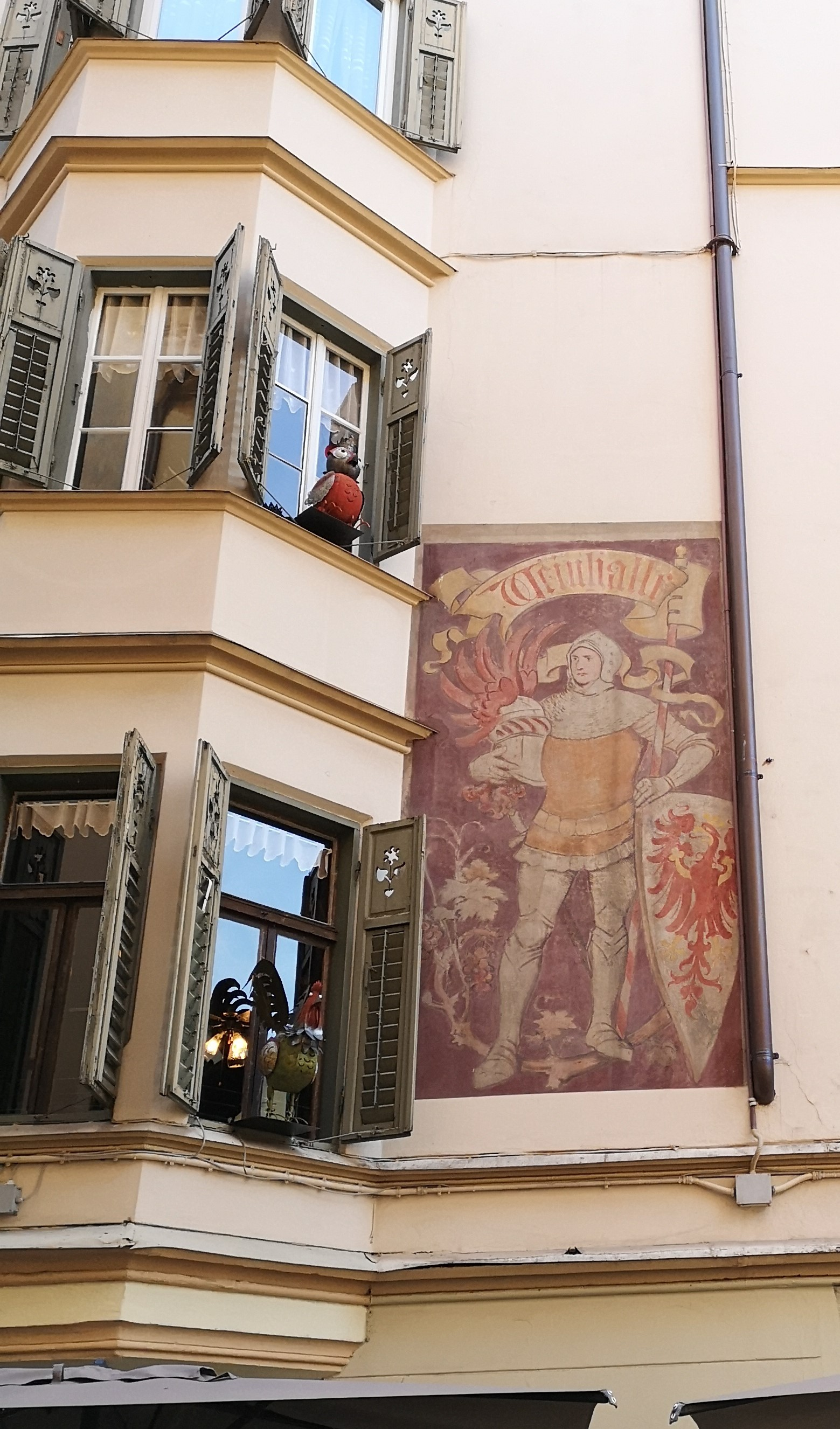
Fresko Weinhalle (mit einem Ritter und dem Tiroler Wappen)
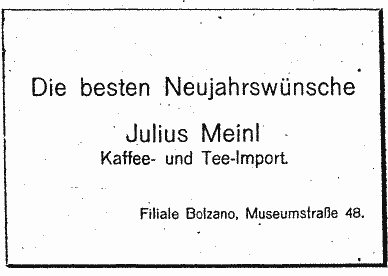
Neujahrswünsche der Fa. Julius Meinl (im Torgglhaus) zum Jahreswechsel 1925/26, Werbeschaltung im Bozener Volksblatt